# Козметичка индустрија
Козметичка индустрија је грана индустрије која се бави производњом хемијских препарата који се користе за чишћење и полирање, како у самој индустрији тако и у домаћинствима и препарата за личну хигијену. Ослања се на продукте који се добијају хемијским прерадама, као и на цвећарство.

## Подела
Ова грана се условно може поделити на неколико делтаности:
- производња сапуна и детерџената
  - Адеко, Нови Сад, Аурора-Лучани, Лучани, Домис, Крушевац, Ломакс, Суботица, Јасвел, Београд, Зорка, Шабац, Здравље, Лесковац и др.'
- производња препарата за чишћење и полирање
  - Славица Плус, Нови Бечеј, Зорка, Шабац, Здравље, Лесковац, Иновег, Суботица, Космај Комерц, Београд и др.
- производња парфема и тоалетних вода
  - Бисер-Кумане, Кумане, Беофарм, Нови Београд, Бриксол, Вршац, Ломакс, Суботица и др.